# ヴィスワヴァ・シンボルスカ
ヴィスワヴァ・シンボルスカ（ポーランド語: Maria Wisława Anna Szymborska, 1923年7月2日 - 2012年2月1日）は、ポーランドの詩人、随筆家、翻訳家。1996年のノーベル文学賞他様々な賞を受賞。亡くなるまで、彼女は存命中の最も偉大なポーランドの詩人だと考えられていた。
スウェーデン・アカデミーのノーベル委員会はシンボルスカを、「詩歌のモーツァルト」、「言葉のエレガンスとベートーヴェンの激情とを調和させつつ、深刻な主題にユーモアをもって取り組む女性」と評している。

## 概要
シンボルスカの詩はその知的な自己反省、はっきりとした哲学的な文章の根底の意味、スタイル、的確な言葉の選び方によって評価されている。シンボルスカはよく特定の強調のために皮肉、パラドックス、矛盾、控えめな話し方またはユーモラスな距離を用いる。彼女の詩はよく倫理移入の問題へ触れ、人間社会の一部としてだけでなく個としての人について考える。彼女は決して特定の流行や詩の流派と一緒になることはなかった。作品の数は比較的少なく、発表された詩は250に満たない。人としては彼女は内気の一歩手前まで控えめであるとしばしば言われる。また、シンボルスカはフランスの文学作品、特にバロック時代の詩とアグリッパ・ドービニェの翻訳も行なった。ポーランドで彼女の本は著名な散文の著者の作品に匹敵する売行きを見せているが、Niektorzy lubią poezje（「多少は詩を好む」）と題された詩のなかで彼女は、「私の詩集など1,000人中2人も買いやしない」とおどけている。
シンボルスカの作品は様々なヨーロッパの言語だけでなくアラビア語、ヘブライ語、日本語、中国語へも翻訳された。ドイツではシンボルスカは自身の作品を大衆化するのに貢献した翻訳者カール・デデツィウスと親交を持っている。ロシアではアサール・エッペリがシンボルスカの作品を翻訳している。

## 経歴
ポーランドのポズナンに近いプロヴェント（現クールニクの一部）に生まれた。1931年に家族とクラクフへ引っ越してから、このクラクフの町で教育を受け、働き、亡くなるまで住んでいた。
1939年の第二次世界大戦開戦後も秘密裏に教育を受けていた。1943年から鉄道員として働くことで、ドイツでの強制労働へ連行されずに済んだ。この時英語教科書の挿絵を描いていたと同時に物語や時折り詩も書きはじめていた。
1945年シンボルスカはクラクフのヤギェウォ大学でポーランド語と文学を学んでいたが途中で社会学へ切り替えた。大学で地元の文学家達と親交を持ち、チェスワフ・ミウォシュと会って影響を受けた。1945年3月、最初の詩Szukam słowa（「言葉を探す」）を日刊紙Dziennik Polski（日刊ポーランド）へ掲載した。その後何年にもわたり新聞やいろいろな定期刊行物へ詩を発表し続けた。1948年に貧困から大学を中退、同年詩人のアダム・ヴウォーデクと結婚したが、1954年に離婚。この時、本のイラストだけでなく隔週刊の教育雑誌の秘書として働いていた。
最初の詩集が1949年に発行される予定だったが「社会主義の必要条件を満たさない」という理由で検閲に通らなかった。しかしながら、戦後ポーランドの他の知識人らと同様シンボルスカもまた政府のイデオロギーに早くから忠実なままで、政治の嘆願書へ署名してスターリン、レーニンそして社会主義の現実を絶賛した。例えば最初のアンソロジーDlatego żyjemy（そのために我らは生きる）にはLenin（レーニン）またはMłodzieży budującej Nową Hutę（「ノーヴァ・フータを造る若者達」）と題されたクラクフ近くの、社会主義のモデル都市とされた鉄鋼コンビナートの建設に関する詩が掲載されている。彼女はまたポーランド統一労働者党の党員となった。しかし、他のポーランドの知識人達が政治から退くのと同様、彼女も次第に政治と疎遠になりイデオロギーから関心を失っていき最初期の政治的作品を捨てた。それでも1966年までは党に残ったが、同時に反体制派と接触するようになった。早くも1957年、パリに本拠をおく影響力ある亡命者の文芸雑誌 Kultura（文化）の編集人イェジー・ギェドロイツに力を貸し、自身もこの雑誌へ寄稿した。
1953年から1981年まで文学レヴュー雑誌Życie Literackie（「文学生活」）の編集者の一人だった。同時に1968年自身の書評コラム本Lektury Nadobowiązkowe（「非強制的な読み物」）を立ち上げ、以後それらのエッセイが本の形で刊行された。1981年から1983年までクラクフに編集部をおく月刊誌Pismoの編集者をした。1980年代中、パリのKulturaだけでなくサミズダート（地下出版）のArkaにも「スタンチクフナ（Stanczykówna）」の偽名で寄稿することで反体制活動を強めた。
ヘビースモーカーとして知られたシンボルスカは、2012年2月1日夜、肺がんによりクラクフの自宅にて家族や親類に見守られながら死去。88歳没。マネージャーのミハウ・ルシネックによると、「穏やかに眠りながら他界された」という。

## 受賞歴
- 1954年　クラクフ市文学賞
- 1963年　ポーランド文化省賞
- 1991年　ゲーテ賞
- 1995年　ヘルダー賞
- 1995年　アダム・ミツキェヴィッチ大学名誉医
- 1996年　ポーランドPENクラブ賞
- 1996年　ノーベル文学賞

## 日本語訳
- 『終わりと始まり』 沼野充義訳、未知谷、1997年
- 『橋の上の人たち』 工藤幸雄訳、書肆山田、1997年
- 『シンボルスカ詩集』 つかだみちこ編訳、土曜美術社出版販売、1999年
- 『瞬間』 沼野充義訳、未知谷、2022年

## 主な作品
邦題は『シンボルスカ詩集 世界現代詩文庫』（土曜美術社出版販売）ISBN 4-8120-1201-5 によった。
- Dlatego żyjemy (1952)
- Pytania zadawane sobie (1954)
- Wołanie do Yeti（『雪男への呼びかけ』） (1957)
- Sól （『塩』） (1962)
- 101 wierszy (1966)
- Sto pociech （『百の歓び』） (1967)
- Poezje wybrane (1967)
- Wszelki wypadek （『万が一』）(1972)
- Wielka liczba （『大きな数』） (1976)
- Ludzie na moście （『橋の上の人々』） (1986)
- Poezje: Poems (1989)
- Lektury nadobowiązkowe (1992)
- Koniec i początek （『終わりと始まり』）(1993)
- Widok z ziarnkiem piasku (1996)
- Sto wierszy - sto pociech (1997)
- Chwila  (2002)
- Rymowanki dla dużych dzieci  (2003)

## 参照
1. 1 2  http://online.wsj.com/article/SB10001424052970204740904577197532569389236.html Poland's Nobel Poet Szymborska Dies at 88, The Wall Street Journal FEBRUARY 1, 2012, 6:24 P.M. ET[リンク切れ]
2. ↑  Notice of Wisława Szymborska's death